# Pierre Bertran de Balanda
Pour les articles homonymes, voir Famille Bertran de Balanda, Bertrán, Bertrán de Balanda et Balanda (homonymie).
Pierre Bertran, dit Pierre Bertran de Balanda, né le 28 septembre 1887 à Toulouse et mort le 28 mars 1946 à Marseille, est un cavalier français.
Il est vice-champion olympique d'équitation  en saut d'obstacles individuel aux Jeux olympiques d'été de 1928 à Amsterdam.